# Milovan Mirošević
Milovan Petar Mirošević (Santiago de Chile, 20 juni 1980) is een Chileense voetballer die voor Universidad Católica speelt. Zijn positie is aanvallende middenvelder.

## Clubarrière
Mirosevic begon zijn loopbaan in 1992 bij Universidad Católica, dat in Zuid-Amerika gekend staat voor de jeugdstructuur dat het herbergt. Hij mocht in 1997 zijn debuut maken in het eerste elftal en hij speelde in zijn eerste periode bij de club ruim honderd wedstrijden waarin hij 25 keer tot scoren kwam. Daarna verhuisde hij naar Racing Club, waar hij drie seizoenen bleef.
Hierna waagde hij voor het eerst de stap naar Europa, en ging voor het Israëlische Beitar Jeruzalem spelen. Daarop volgde een korte periode bij Argentinos Juniors en daarna keerde hij terug naar de heimat, in zijn tweede periode bij Universidad bleef hij twee jaar. Deze periode bleek een erg succesvolle, hij scoorde 39 keer in 86 wedstrijden, wat relatief veel is voor een middenvelder. Daarna ging hij nog eens naar het buitenland, ditmaal bij Al Ain FC. Ook hier bleef hij maar een jaar en hij keerde anno 2011 weer terug naar de club waar het voor hem allemaal begon.

## Interlandcarrière
Mirosevic kwam 23 keer (drie doelpunten) uit voor de nationale ploeg van Chili in de periode 2001–2005. Hij maakte zijn debuut op 21 maart 2001 in de vriendschappelijke uitwedstrijd tegen Honduras (3-1 nederlaag). Hij moest in dat duel na 35 minuten plaatsmaken voor collega-debutant Carlos Toro.

## Erelijst
Universidad Católica
- Chileens landskampioen

2002 (Apertura), 2010
- Topscorer Primera División

2010 (19 goals)